# ディノクラティス
ディノクラティス（Dinocrates、生年不詳 - 紀元前278年頃）は、紀元前の建築家、都市計画家。
ウィトルウィウスは、マケドニアの建築家と記しているが、一説にはロドス島出身ともいわれている。アレクサンドロス3世（大王）の下で都市建設にかかわり、紀元前322年創建とされるアレクサンドリアの都市計画を行った人物とされる。
アレクサンドリアの都市計画は、主幹線となる街路が八角形に引かれるという古典的な計画で、ディノクラティスは建設に当たり、数々のエンジニア、建築家を指揮、監理したという。その他エフェゾスなどで仕事をしたとされるほか、アルテミス神殿を再建したことでも知られている。